# Nidome no Jinsei wo Isekai de
Nidome no Jinsei wo Isekai de (яп. 二度目の人生を異世界で Нидомэ но дзинсэй во исэкай дэ, «Вторая жизнь в альтернативном мире») — японская серия ранобэ от автора MINE. После объявления об адаптации в аниме серия и ее автор стали сталкиваться с критикой за якобы расистские материалы в романах и в сообщениях Twitter, которые MINE сделал в период с 2012 по 2015 год. 9 июня 2018 года было заявлено об отмене аниме адаптации. Сам писатель принёс извинения и удалил свой аккаунт в Twitter.

## Сюжет
История повествует о человеке, прожившем счастливую и яркую жизнь. В 94 года он умирает, а после смерти попадает в другой мир. Таким образом Рэня, бывший обычным человеком, в конечном итоге стал сражаться с бандитами и монстрами.

## Персонажи
Рэня Кунуги (яп. 功刀 蓮弥 Кунуги Рэня) — главный герой. Хорош в физических способностях, включая фехтование, но не помнит свою прошлую жизнь.
Сион Фемме-Фатале (яп. シオン＝ファム＝ファタール Сион Фаму Фата:ру) — фехтовальщица.
Рона Шевалье (яп. ローナ＝シュヴァリエ Ро:на Сювариэ) — священница, которая сопровождает Сион.
Бог (яп. 神様 Ками-сама) — Бог, который послал Рэню в другой мир, её внешность — маленькая девочка.
Гириэль (яп. ギリエル Гириэру)

## Медия

### Ранобэ
Первоначально MINE выкладывал историю как веб-роман на создаваемом пользователями контент-сайте Shōsetsuka ni Narō с 3 января 2014 года. Позже Hobby Japan приобрела серию для печатного издания и опубликовала первую ранобэ с иллюстрациями Каботи в ноябре 2014 года. Западный издатель J-Novel Club объявил о своей лицензии на серию 13 января 2018 года. 6 июня 2018 года стало известно, что Hobby Japan отменила поставки серии романов.
| - Prologue: "I Lived Long and Prospered, or So It Was Told" (яп. ) - Interlude: "The First One, or So It Was Told" (яп. ) - Chapter 1: "There Was Trouble on the Double, or So It Was Told" (яп. ) - Interlude: "The Second One, or So It Was Told" (яп. ) - Chapter 3: "The Battle Ended and It Was Clean-Up Time, or So It Was Told" (яп. ) | - Chapter 4: "They Were Finally in Town, or So It Was Told" (яп. ) - Interlude: "The Third One, or So It Was Told" (яп. ) - Chapter 5: "From Reports to Invitations, or So It Was Told" (яп. ) - Epilogue: "A Party Was Formed, or So It Was Told" (яп. ) - Chapter 0: "On a Certain Day, in a Certain Time, at a Certain Place, or So It Was Told" (яп. ) |

| - Prologue: "The First Interlude, or So It Was Told" (яп. ) - Chapter 1: "Training Began, or So It Was Told" (яп. ) - Chapter 2: "A Mission Was Accepted, or So It Was Told" (яп. ) - Chapter 3: "At the Dungeon Entrance, or So It Was Told" (яп. ) - Interlude: "The Second One, or So It Was Told" (яп. ) | - Chapter 4: "Something Seemed Off About the Inaugural Dungeon Campaign, or So It Was Told" (яп. ) - Chapter 5: "Something Something Ill Weeds, Something Something Grow Apace, or So It Was Told" (яп. ) - Epilogue: "The Aftermath, or So It Was Told" (яп. ) - Chapter ?: "There Were Swords and Sorcery, or So It Was Told" (яп. ) |

### Манга
Адаптация манги Сатору Або опубликована на веб-сайте ComicWalker от издательства Kadokawa Shoten.
| № | Японский: дата публикации | Японский: ISBN     |
| - | ------------------------- | ------------------ |
| 1 | 24 ноября 2016 г.         | ISBN 9784040687056 |
| 2 | 23 июня 2017 г.           | ISBN 9784040691947 |
| 3 | 24 сентября 2017 г.       | ISBN 9784040694368 |
| 4 | 22 января 2018 г.         | ISBN 9784040697505 |
| 5 | 6 июня 2018 г.            | ISBN 9784040698816 |

### Аниме
22 мая 2018 года состоялся анонс аниме-экранизации. Режиссером должен был стать Кэйтаро Мотонага, сценаристами были выбраны Такамицу Коно, Токо Матида, Кюдзира Накамура и Табо Хигураси. Художником персонажей назначен Макото Такахоко. Производством должна была заняться студия Seven Arcs Pictures. Премьера сериала планировалась на октябрь, однако 9 июня 2018 года стало известно, что экранизацию отменили из-за ранее публиковавшихся расистских высказываний автора в своем Твиттера и подозрений на подобное содержание в его работах.

## Скандал вокруг сюжета
После объявления об экранизации в 2018 году пользователи Twitter обратили внимание на посты MINE, датированные 2012 и 2015 годами, в которых тот уничижительно высказывается по отношению к Китаю и Южной Корее. Также было отмечено, что главный герой убил катаной 3000 человек во время второй китайско-японской войны, а потом ещё 2000 после ее завершения.
После того как об этом узнали актеры озвучивания, Тосики Масуда (главный герой), Мэгуми Накадзима (Рона Шевалье) и Киёно Ясуно (Сион Фемме-Фатале), а позже и агентство 81 Produce от имени Нанами Ямаситы (Бог) объявили о том, что отказываются от участия в проекте, а издатель и вовсе отменил его. Сам автор опубликовал в Twitter пост с извинениями, а затем удалил свой аккаунт, чтобы все могли видеть его извинения и раскаяние. Более того, он остановил выпуск цифровой версии своих произведений и начал переговоры с издателей о внесении изменений в печатные версии. Издатель оригинальных ранобэ Hobby Japan 6 июня опубликовал извинения. Позже в тот же день «Асахи Симбун» сообщила, что издатель решил полностью отменить выпуск серии.